# Swing Shift
Pour plus de détails, voir Fiche technique et Distribution.
Swing Shift est un film américain réalisé par Jonathan Demme et sorti en 1984.

## Synopsis
Kay et Jack Walsh filent le parfait amour quand survient la Seconde Guerre mondiale. Jack est envoyé sur le front européen tandis que Kay est restée aux États-Unis et travaille dans le domaine aéronautique. Mais Kay ne va pas rester insensible aux charmes de Mike Lockhart, employé dans la même entreprise qu'elle.

## Fiche technique
Sauf indication contraire, les informations mentionnées dans cette section peuvent être confirmées par la base de données cinématographiques IMDb,  présente dans la section « Liens externes ».
- Titre original et français : Swing Shift
- Réalisation : Jonathan Demme
- Scénario : Nancy Dowd (créditée Rob Morton), avec la participation non créditée de Bo Goldman et Ron Nyswaner
- Musique : Patrick Williams
- Photographie : Tak Fujimoto
- Photographie : Craig McKay
- Production : Jerry Bick
- Sociétés de production : Lantana, Hawn / Sylbert Movie Company et Jerry Bick Productions
- Société de distribution : Warner Bros.
- Pays de production :  États-Unis
- Langue originale : anglais
- Format : Couleur - Dolby - 35 mm - 1.85:1
- Genre : Drame, romance
- Durée : 100 minutes

## Distribution
- Goldie Hawn (VF : Virginie Ledieu) : Kay Walsh
- Kurt Russell (VF : Georges Caudron) : Mike “”Lucky Lockhart
- Christine Lahti (VF : Martine Meirhaeghe) : Hazel Zanussi
- Fred Ward (VF : Michel Derain) : Archibald Toohe dit “Biscuit”
- Ed Harris (VF : Philippe Peythieu) : Jack Walsh
- Susan Peretz : Edith Castle
- Patty Maloney (VF : Laurence Badie) : Laverne
- Holly Hunter (VF : Marie-Laure Beneston) : Jeannie Sherman
- Sudie Bond : Annie
- Charles Napier : Moon Willis
- Lisa Pelikan : Violet Mulligan
- Stephen Tobolowsky : French deMille
- Penny Johnson : Genevieve
- Roger Corman : M. MacBride